# Fred Jowett

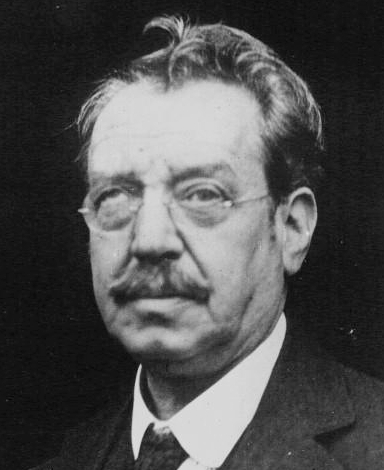
Frederick „Fred“ William Jowett (1924)

Frederick „Fred“ William Jowett, PC (* 31. Januar 1864 in Bradford, West Yorkshire; † 1. Februar 1944) war ein britischer Politiker der Independent Labour Party sowie der Labour Party, der mit Unterbrechungen 16 Jahre lang Mitglied des Unterhauses (House of Commons) sowie 1924 kurzzeitig Minister für öffentliche Arbeiten war. Er war ferner von 1909 bis 1911 sowie erneut zwischen 1914 und 1917 Vorsitzender der Independent Labour Party und von 1921 bis 1922 Vorsitzender des Parteitages der Labour Party.

## Leben

### Arbeiter, Unterhausabgeordneter und Vorsitzender der ILP

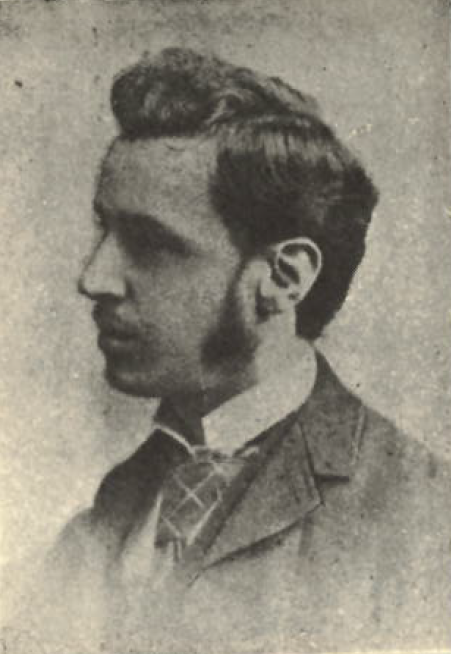
Fred Jowett (1900)

Frederick „Fred“ William Jowett begann bereits als Achtjähriger 1872 in einer Textilfabrik in Bradford zu arbeiten, in der seit 1877 in Vollzeit arbeitete. 1886 wurde er Vorarbeiter und nach einem Abendstudium am Bradford Technical College schließlich Geschäftsführer der Textilfabrik. Durch die Lektüre der sozialistischen Werke von William Morris beeinflusst, trat er 1887 der Socialist League bei und gründete schließlich 1893 einen Ortsverein der Independent Labour Party (ILP). Nachdem er sich einige Jahre in der Kommunalpolitik in seiner Geburtsstadt engagiert hatte, wurde er bei der Unterhauswahl am 12. Januar 1906 für die Labour Party im Wahlkreis Bradford West mit 4957 Stimmen (39,1 Prozent) erstmals zum Mitglied des Unterhauses (House of Commons). Nach seinen darauf folgenden Wiederwahlen vertrat er diesen Wahlkreis bis zur Unterhauswahl am 14. Dezember 1918. Als Nachfolger von Ramsay MacDonald fungierte er von 1909 bis zu seiner Ablösung durch William Crawford Anderson als Vorsitzender der Independent Labour Party. Als Nachfolger von Keir Hardie war er zwischen 1914 und 1917 abermals Vorsitzender der Independent Labour Party und wurde danach von Philip Snowden abgelöst. 
Bei der Unterhauswahl am 14. Dezember 1918 kandidierte Jowett im Wahlkreis Bradford East für einen Wiedereinzug in das Unterhaus, unterlag aber mit 8637 Stimmen (37,9) dem Kandidaten der National Democratic and Labour Party, Charles Edgar Loseby (9390 Stimmen, 41,1 Prozent). 1921 löste er Alexander Gordon Cameron als Vorsitzender des Parteitages der Labour Party (Chairmen of the Annual Conference of the Labour Party) ab und bekleidete diese Funktion bis 1922, woraufhin Sidney Webb seine Nachfolge antrat. Bei den Unterhauswahlen am 15. November 1922 wurde Jowett im Wahlkreis Bradford East mit 13.573 Stimmen (45,4 Prozent) gewählt und konnte sich gegen den Wahlkreisinhaber Charles Edgar Loseby durchsetzen, auf den 9926 Stimmen (33,2 Prozent) entfielen. Er wurde bei den darauf folgenden Unterhauswahlen am 6. Dezember 1923 mit 13.579 Stimmen (48,1 Prozent) wiedergewählt.

### Minister für öffentliche Arbeiten und Mandatsverluste
In der ersten Regierung MacDonald bekleidete er zwischen dem 23. Januar 1924 und dem 4. November 1924 das Amt des Ministers für öffentliche Arbeiten (First Commissioner of Works). Zudem wurde er am 23. Januar 1924 zum Mitglied des Geheimen Kronrates (Privy Council) berufen. Bei der Unterhauswahl am 29. Oktober 1924 verlor er jedoch mit 15.174 Stimmen (49,9 Prozent) knapp sein Unterhausmandat an den Bewerber der Liberal Party, Thomas Fenby, der 15.240 Wählerstimmen (50,1 Prozent) erhielt. 1927 übernahm er als Nachfolger von Charles Roden Buxton die Funktion als Schatzmeister der Independent Labour Party und hatte diese bis zu seiner Ablösung durch Percy Williams 1944 inne. Bei der Unterhauswahl am 30. Mai 1929 wurde er für die ILP im Wahlkreis Bradford East mit 21.398 Stimmen (54,7 Prozent) wieder zum Mitglied des House of Commons gewählt und schlug damit den Wahlkreisinhaber Thomas Fenby (17.701 Stimmen, 45,3 Prozent).
Bei den darauf folgenden Unterhauswahlen am 27. Mai 1931 verlor Jowett den Wahlkreis Bradford East mit 15.779 Stimmen (41,19 Prozent) allerdings schon wieder an den Herausforderer von der Conservative Party, Joseph Hepworth (22.532 Stimmen, 58,81 Prozent). Bei der Unterhauswahl am 14. November 1935 kandidierte er abermals gegen Hepworth, unterlag dieses Mal jedoch mit 8983 Stimmen (26,61 Prozent) zu 11.131 Stimmen (32,98 Prozent). Er wurde damit Zweitplatzierter unter vier Kandidaten.